# Macrogryllus consocius
Macrogryllus consocius är en insektsart som först beskrevs av Walker, F. 1869.  Macrogryllus consocius ingår i släktet Macrogryllus och familjen syrsor. Inga underarter finns listade i Catalogue of Life.